# Imindain
Imindain är ett brittiskt doom metal-band, bildat 2002.

## Diskografi
Singlar
- 2004 – "Endless" (demo)
- 2006 – "Monolithium" (demo)

Studioalbum
- 2007 – And the Living Shall Envy the Dead

EP
- 2017 – The Enemy of Fetters and the Dweller in the Woods